# C-Train
C-Train (o CTrain) es el nombre del sistema de tren ligero de la ciudad de Calgary (Alberta, Canadá). Lo explota la compañía Calgary Transit y está en funcionamiento desde 1981. 
El CTrain tiene una ocupación más alta que cualquier otro sistema de barandilla leve? en cualquier otra ciudad americana Septentrional con 333.800 viajeros por día laborable.
Funcionan actualmente dos líneas importantes con 59,9 kilómetros de recorrido, funcionando en las secciones meridionales, del noroeste y del noreste de la ciudad. Hay también planes, actualmente para construir las líneas adicionales que funcionarían al oeste, al norte y al sureste de la ciudad.
La mayoría del recorrido es en superficie. El 8% del sistema es subterráneo, y el 5% elevado. Los trenes funcionan mediante cable aéreo y pantógrafo. 
Hace varios años, la compañía concesionaria de Calgary comenzó a usar las siglas CTrain para el sistema de LRT, no obstante esta denominación no se ha popularizado.

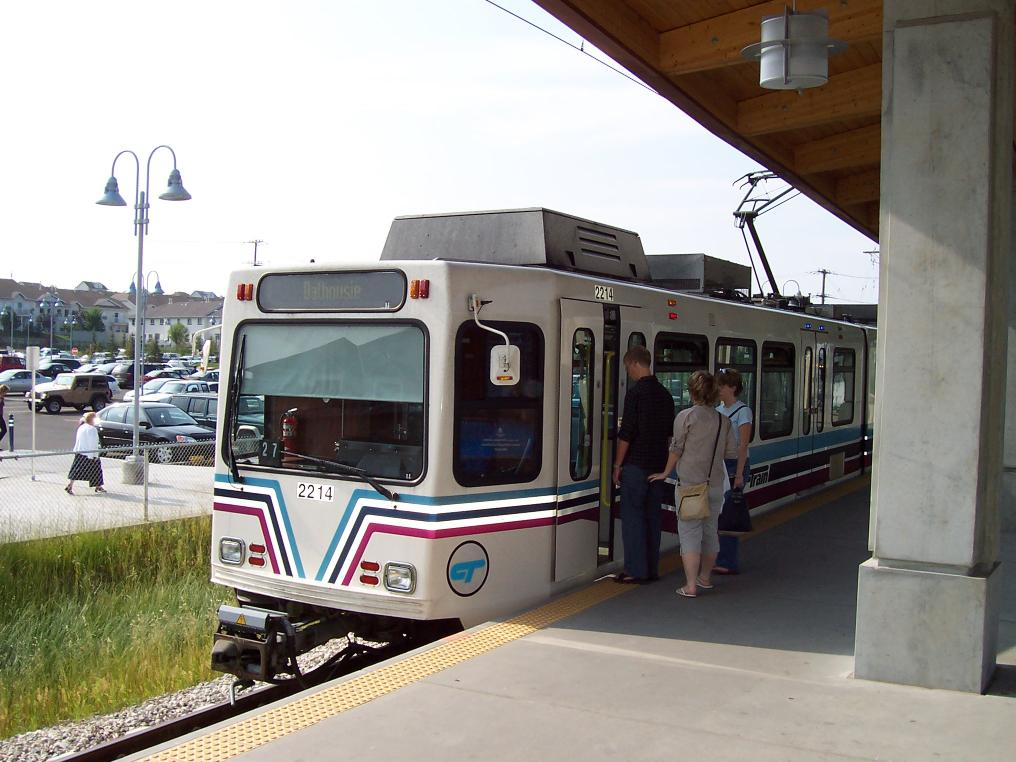
Formaciones Siemens-Duewag U2.